# مغنيسيا (على نهر مندريس)
مغنيسيا (ملاحظة 1) هي اسم لموقع في اليونان القديمة يقع في منطقة إيونية؛ وهو يوجد حالياً في تركيا. سميت المدينة باسم مغنيسيا نسبة إلى قبائل المغنيت التي قطنتها؛ وجرى تسميتها لاحقاً بإضافة وقوعها على نهر مندريس لتمييزها عن تلك الواقعة على سفح جبل سيبيلوس (Mount Sipylus)، والتي تحمل نفس الاسم مغنيسيا.